# Senna scandens
Senna scandens är en ärtväxtart som först beskrevs av George Don jr, och fick sitt nu gällande namn av Howard Samuel Irwin och Rupert Charles Barneby. Senna scandens ingår i släktet sennor, och familjen ärtväxter. Inga underarter finns listade i Catalogue of Life.